# Closterus serraticornis
Closterus serraticornis là một loài bọ cánh cứng trong họ Cerambycidae.